# Kastellholmen

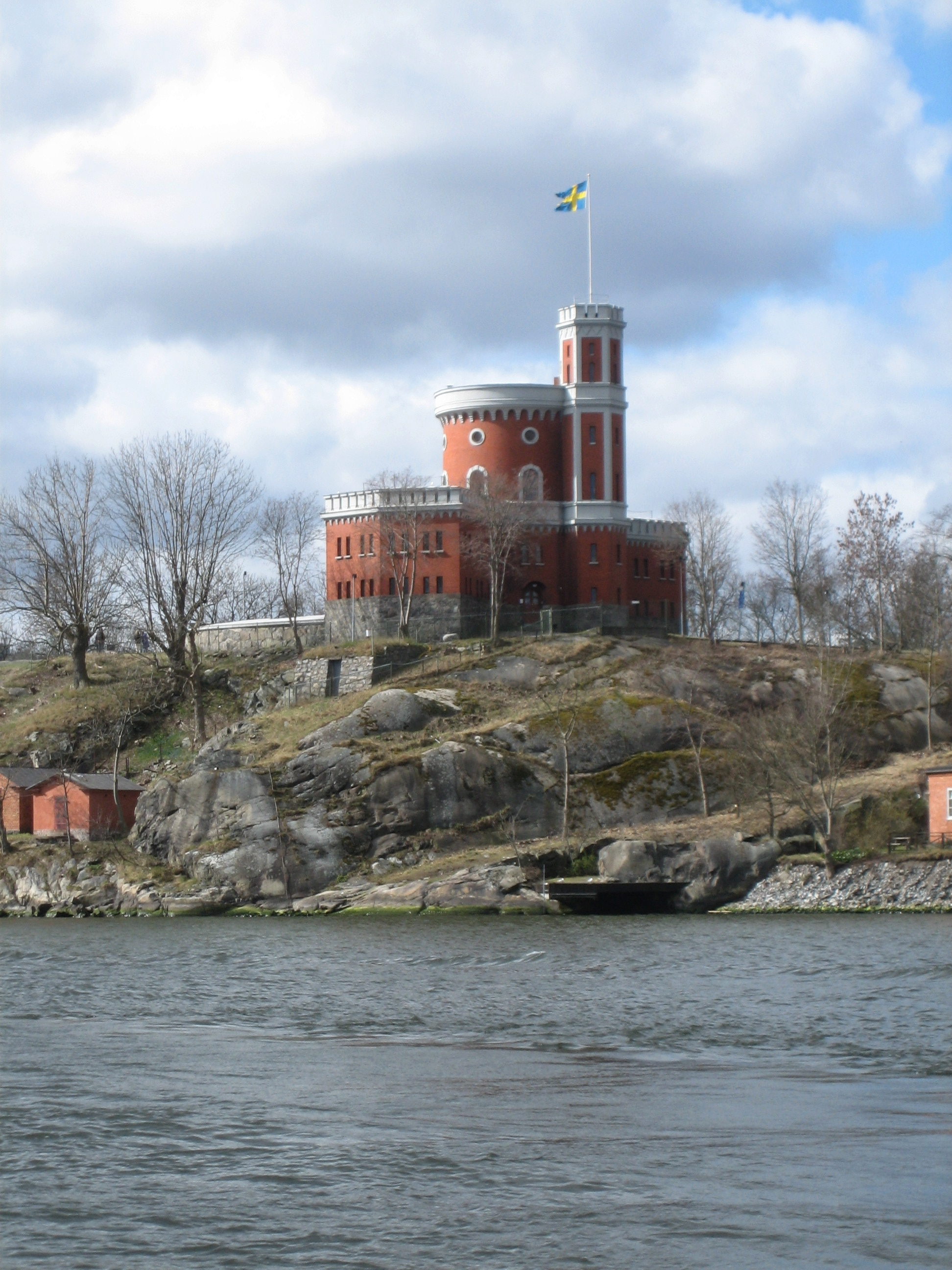
Kastellholmen vanaf het water

Kastellholmen (Kasteeleiland) is een eiland in het centrum van Stockholm. Het eiland is door een brug verbonden met Skeppsholmen waarmee het samen een stadsdeel vormt.
Het eiland bestaat uit granieten rotsen en hoge kliffen en is ongeveer 3,1 hectare groot. Op het eiland staan een aantal residentiële gebouwen en een kasteel dat in 1848 werd gebouwd door de architect Fredrik Blom.